# Xenopus pygmaeus
Espèce
Statut de conservation UICN

 LC  : Préoccupation mineure
Xenopus pygmaeus est une espèce d'amphibiens de la famille des Pipidae.

## Répartition
Cette espèce est endémique du centre de l'Afrique. Elle se rencontre :
- au Gabon ;
- en République du Congo ;
- dans le sud-ouest de la République centrafricaine ;
- dans le nord de la République démocratique du Congo ;
- dans l'ouest de l'Ouganda.

## Publication originale
- Loumont, 1986 : Xenopus pygmaeus, a new diploid pipid frog from rain forest of equatorial Africa. Revue Suisse de Zoologie, vol. 93, p. 755-764 (texte intégral).